# Fajã Grande
Fajã Grande es una freguesia portuguesa perteneciente al municipio de Lajes das Flores, situado en la Isla de Flores, Región Autónoma de Azores. Posee un área de 12,55 km² y una población total de 225 habitantes (2001). La densidad poblacional asciende a 17,9 hab/km².

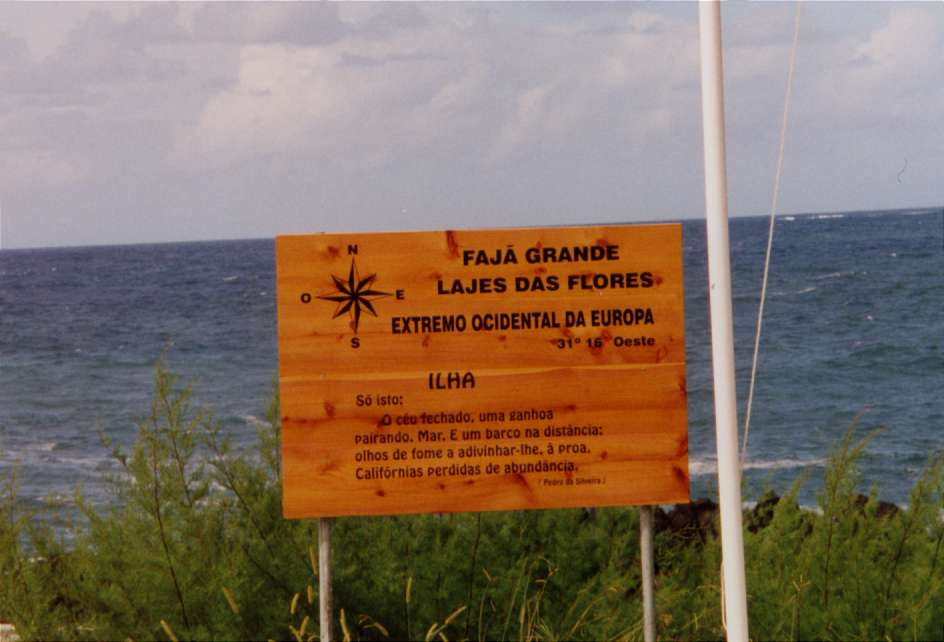

- Datos: Q996979
- Multimedia: Fajã Grande / Q996979

1. ↑  Worldpostalcodes.org,código postal n.º 9960-040.